# Armenia en los Juegos Olímpicos de Sídney 2000
Armenia estuvo representada en los Juegos Olímpicos de Sídney 2000 por un total de 25 deportistas que compitieron en 10 deportes.  
El portador de la bandera en la ceremonia de apertura fue el luchador Haikaz Galstian.

## Medallistas
El equipo olímpico armenio obtuvo las siguientes medallas:
| Nombre         | Deporte      | Competición |
| -------------- | ------------ | ----------- |
| Oro            |              |             |
| —              |              |             |
| Plata          |              |             |
| —              |              |             |
| Bronce         |              |             |
| Arsen Melikian | Halterofilia | 77 kg M     |